# Српски поп
Српски поп је поп сцена Србије. Током 1940-их, 1950-их, 1960-их, 1970-их и 1980-их, док је Србија била конститутивна република Социјалистичке Федеративне Републике Југославије, српска поп сцена је била део естрадне сцене СФР Југославије.

## Почеци забавне музике у Србији
Забавна музика у Србији постојала је пре Другог светског рата. Познато је да је крајем двадесетих година 20. века гост српске престонице Београда била позната певачица и глумица Жозефин Бекер, што говори да је у Србији постојало много грамофонских плоча овог стила музике и сличних музичких стилова попут џеза. Потврђује и изјаву глумице Огњенке Хет у емисији Радио Београда под називом Два бела голуба 1986. године, а потврђују и други директни и индиректни извори. Док се први кантаутори појављују у другим крајевима Југославије у то време, у Србији су извођене романсе, староградска музика и народна музика певача Еде Љубића, Фулгенције Вучемиловића, Милана Тимотића, Олге Јанчевецке и других. Мијат Мијатовић, Софка Николић, Бора Јањић – Шапчанин углавном су изводили народне песме, севдалинке, староградску музику, али понекад и забавну музику. Бора Јањић – Шапчанин снимио обраду мађарског шлагера Sad Sunday.

## 1940-е
Српска поп музика је у овом периоду била под великим утицајем шлагер музике, шансона и канцона. Војин Поповић је упамћен као један од пионира забавне музике у Србији и Југославији. Појављује се током рата са песмом Не брини мајчице мила, али оригинално извођење ове песме није сачувано. Издао је седам синглова између 1953. и 1956. са различитим ансамблима. Један од првих композитора забавне музике био је Дарко Краљић. Његове познате композиције су Зашто си поспан Чо, Чамац на Тиси, Хеј момци млади. Чамац на Тиси и Хеј момци млади припадају српској послератној музици, док није извесно када је настала песма Зашто си поспан Чо. Сматра се да је песма настала пре или током Другог светског рата.
Поп музика је била по страни доласком комунистичких власти. Музика се углавном изводила на баловима или се могла чути преко радија. Врло мало људи је имало грамофон или могућност да га набави.

## 1950-е
Почетком 1950-их смањио се совјетски утицај у Југославији и то је довело до првог послератног музичког таласа у Југославији – мексичких песама. Мексички филмови су постали веома популарни као и песма Мама Хуанита.
Најпознатији музичар раних педесетих година 20. века био је бубњар Спаса Милутиновић. Највише је изводио џез музику, али и поп музику са својом малом музичком групом чији су певачи били Војин Поповић и Мара Јанковић. Мало је сачуваних записа, углавном Југодиска и Југотона.
Крајем 1950-их појављују се нови музичари као што су Лола Новаковић, Душан Јакшић, Нада Кнежевић и веома популарни Ђорђе Марјановић.
Лола Новаковић је била једна од најпопуларнијих југословенских певачица свог времена. Остала је упамћена по великом броју победа на разним фестивалима у Југославији и Европи. 1960. године је постала прва југословенска музичарка која је наступила у Совјетском Савезу. Наступала је и на Блиском истоку и Јапану. Прве две песме објавила је 1958. Алиса У земљи чудеса и познати кубански хит Бабалу. Након тога објавила је значајан број синглова, ЕП-а и компилација.
Душан Јакшић истиче се по бројним хитовима од којих је најпопуларнији Све моје јесени су тужне . Нада Кнежевић је популарна џез и поп певачица, наступала је као гост УН на Синајском полуострву, као и у џез клубовима у Немачкој и Скандинавији.
Ђорђе Марјановић је славу и бројне обожаваоце стекао гостовањем на телевизији са песмом Звиждук у осам. Поред дуге каријере у Југославији, остварио је значајну каријеру наступајући у Совјетском Савезу. Од 1959. до 1982. објавио је 5 албума: Музика за игру (1959), Мустафа (1961), Пријатељи Здраво (1967), Хвала вам пријатељи (1979) и Двадесет никад више (1982).
У исто време је био активан Вокални квартет Предрага Ивановића чији се најпознатија песма Под сјајем звезда појављује у југословенском филму Љубав и мода. Цуне Гојковић, певач разноврсног репертоара изводио је мексичке песме. Драган Токовић бележи Мариа, Не буди тужна 1959. године. Остао је упамћен по поп и џез композицијама. Друга значајна личност овог периода био је Михаило Живановић, композитор, кларинетиста, диригент и аранжер.

## 1960-е
Шездесете су биле плодна година за поп у Југославији. Организовани су различити фестивали широм земље као што је Београдско пролеће. Помно су праћени и велика пажња је посвећена квалитету. Музика је постала доступна свима са појавом телевизије и масовног феномена плоча. Певачи су одржавали турнеје и солистичке концерте.
Једна од најпопуларнијих песама шездесетих година 20. века је песма Дарка Краљића Девојко мала, музика из филма Љубав и мода коју пева глумац Властимир Ђуза Стојиљковић. Песма је касније постала популарна у Совјетском Савезу.
Појавила се нова група певача као што су Драган Стојнић, Љубиша Бачић, Седморица младих, Мики Јевремовић, Љиљана Петровић, Радмила Караклајић, Крста Петровић Тихомир Петровић, Зафир Хаџиманов, Мирјана Беширевић, Диего Варагић, Иванка Павловић, Лео Мартин, Олга Николић, Слободан Боб Ђорђевић, Сенка Велетанлић, Вања Стојковић, Нена Ивошевић, Риста Миловановић, Пера Димитријевић, Ивана Николић, Далиборка Стојшић, Вера Панчић и други.
Посебно треба споменути и хрватско-српског кантаутора Арсена Дедића који је до данас остао популаран са својим шансонама и великим бројем плоча.
У Београду су одржане популарне игранке на Калемегдану, Лазаревићевој, Машинцу и у Дому омладине Београда.

## 1970-е, 1980-е и 1990-е
Током 1970-их и 1980-их поп музика је почела да губи своју популарност због све већег интересовања за рок музику.
Једна од највећих звезда југословенске и српске естраде 1970-их је певач босанских Срба Здравко Чолић . Здравко Чолић је извео диско и поп музику, а пратила га је и плесна група Локице. До 2017. године снимио је 15 албума са значајним бројем хитова.
Боба Стефановић, Бети Ђорђевић и Владимир Савчић Чоби са својом групом Про Арте били су још једна запажена група музичара током 1970-их.
Образ уз образ је била популарна ТВ емисија РТВ Београд коју су водили глумци Милена Дравић и Драган Николић у којој је од 1972. до 1974. године наступала већина популарних музичара тог времена.
Група Зана је на естрадну сцену стигла осамдесетих година 20. века са песмом Додирни ми колена. Беби Дол се прославила песмама Мустафа и Руди и деби албумом Руже и крв који је проглашен за деби албум године. Девојачка група Аска наступила је на Песми Евровизије 1982. са песмом Хало, хало. Маја Оџаклиевска снимила је песму Буди добар, као што сам ја.
У турбулентним годинама 1990-их поп музика је пала у сенку евроденса. Тап 011 је била једна од најпопуларнијих група деведесетих са хитовима Због тебе, Бунда, Окрени број 95, Плава ... Дуо сестара Ковач, К2 је сарађивала са многим продуцентима широм света и објавили пет албума. Међу новим поп певачима су Бојан Милановић, Саша Васић, Тања Бањанин, Леонтина Вукоманић, Ксенија Мијатовић, Романа Панић.

## 2000-те до данас
Током 2000-их поп музика је повећала своју популарност међу извођачима као што су:
- Наташа Беквалац
- Невена Божовић
- Владо Георгиев
- Тијана Дапчевић
- Жељко Јоксимовић
- Сара Јовановић
- Александра Ковач
- Кристина Ковач
- Саша Ковачевић
- Џенан Лончаревић
- Ана Николић
- Прилично гласно
- Александра Радовић
- Жељко Самарџић
- Ана Станић
- Марија Шерифовић
- Ана Штајдохар
- Гоца Тржан
- Јелена Томашевић
- Бојана Вунтуришевић

## Евровизија
Српски певачи наступили су на Песми Евровизије као део Југославије и Србије и Црне Горе пре дебија Србије 2007. године.
Лола Новаковић је остварила прве југословенске значајније резултате на Евровизији освојивши 4. место 1962. године са песмом Не пали светла у сумрак.
Жељко Јоксимовић заузео је друго место на Песми Евровизије 2004. са песмом Лане моје представљајући Србију и Црну Гору. 2012. године, као представник Србије, заузима треће место са песмом Није љубав ствар.
Марија Шерифовић освојила је прво место на Песми Евровизије 2007. на деби Србије на такмичењу, а Србија је била домаћин такмичења 2008. у Београдској арени.